# Klawiatura numeryczna

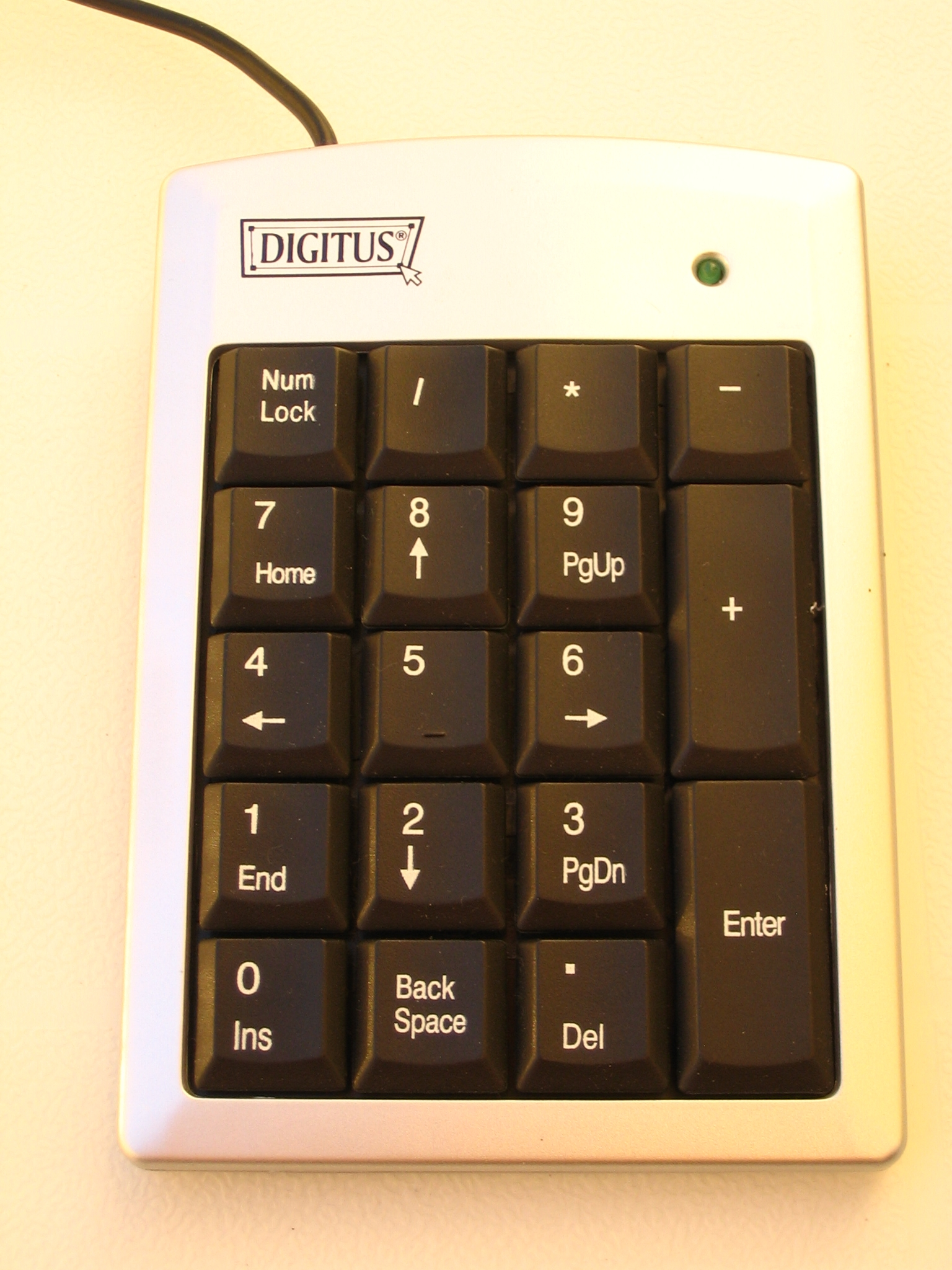
Osobna klawiatura numeryczna do PC

Klawiatura numeryczna – zestaw klawiszy numerycznych wydzielony z głównego układu klawiatury (zazwyczaj po prawej jej stronie). Pozwala ona na szybkie wprowadzanie danych liczbowych, a układ klawiszy zgodny jest ze standardem spotykanym w kalkulatorach. Klawiatura numeryczna może być przełączana w tryb klawiatury nawigacyjnej, a dokonuje się tego poprzez użycie klawisza Num Lock.
W przypadku laptopów, ze względu na ograniczony rozmiar klawiatury, stosuje się zazwyczaj klawiaturę numeryczną, po włączeniu Num Lock, emulowaną na klawiszach 7890, UIOP, JKL; oraz M,./. Klawiatura taka jest znacznie mniej wygodna, jednak w niektórych aplikacjach okazuje się niezbędna. W laptopach posiadających ekran panoramiczny (przez co są szersze) najczęściej montowane są już klawiatury z odseparowaną sekcją numeryczną